# 鋼琴三重奏 (莫扎特)
莫扎特共寫有六首標準編制的鋼琴三重奏作品，當中最早的一首，是完成於1776年的B♭大調第1號三重奏（目錄第254號）。之後的五首，則陸續在他的創作晚期完成，分別是：1786年的第2號、第3號，以及1788年的第4號至第6號等。

## 概覽
- B♭大調第1號三重奏，目錄第254號，1776年[1]
- G大調第2號三重奏，目錄第496號，1786年[1]
- B♭大調第3號三重奏，目錄第502號，1786年[1]
- E大調第4號三重奏，目錄第542號，1788年[1]
- C大調第5號三重奏，目錄第548號，1788年7月[1]
- G大調第6號三重奏，目錄第564號，1788年[1]

## 分析
上述六首三重奏一律為三樂章體：

### 第1號三重奏
1. 甚快板（Allegro assai）
2. 慢板（Adagio）
3. 迴旋曲，梅呂哀舞速（Rondo. Tempo di menuetto）

### 第2號三重奏
1. 快板（Allegro）
2. 行板（Andante）
3. 稍快板（Allegretto）

### 第3號三重奏
1. 快板（Allegro）
2. 小廣板（Larghetto）
3. 稍快板（Allegretto）

### 第4號三重奏
1. 快板（Allegro）
2. 優雅的行板（Andante grazioso）
3. 快板（Allegro）

### 第5號三重奏
1. 快板（Allegro）
2. 歌般的行板（Andante cantabile）
3. 快板（Allegro）

### 第6號三重奏
1. 快板（Allegro）
2. 行板（Andante）
3. 稍快板（Allegretto）

## 錄音節選
- 全本作品，威利·博斯科夫斯基、尼古拉斯·胡布納與莉莉·克勞斯，1954年錄音，Archipel

## 其他
- 除了標準的六首鋼琴三重奏之外，莫扎特還寫有一首為單簧管、中提琴與鋼琴的《木球》三重奏（Kegelstatt Trio）。

## 外部連結
- 莫扎特第1號鋼琴三重奏：国际乐谱典藏计划上的乐谱
- 莫扎特第2號鋼琴三重奏：国际乐谱典藏计划上的乐谱
- 莫扎特第3號鋼琴三重奏：国际乐谱典藏计划上的乐谱
- 莫扎特第4號鋼琴三重奏：国际乐谱典藏计划上的乐谱
- 莫扎特第5號鋼琴三重奏：国际乐谱典藏计划上的乐谱
- 莫扎特第6號鋼琴三重奏：国际乐谱典藏计划上的乐谱